# Ayumi Hara
Ayumi Hara (原 歩, 21 de febrer de 1979) és una exfutbolista japonesa.

## Selecció del Japó
Va debutar amb la selecció del Japó el 1998. Va disputar 42 partits amb la selecció del Japó. Ha disputat Copa del Món de 1999, 2007 i Jocs Olímpics d'estiu de 2008.

## Estadístiques
| Selecció del Japó | Selecció del Japó | Selecció del Japó |
| Anys              | Partits           | Gols              |
| ----------------- | ----------------- | ----------------- |
| 1998              | 3                 | 0                 |
| 1999              | 12                | 1                 |
| 2000              | 6                 | 0                 |
| 2001              | 4                 | 0                 |
| 2002              | 2                 | 0                 |
| 2003              | 0                 | 0                 |
| 2004              | 1                 | 0                 |
| 2005              | 1                 | 0                 |
| 2006              | 0                 | 0                 |
| 2007              | 5                 | 0                 |
| 2008              | 8                 | 1                 |
| Total             | 42                | 2                 |